# Rigsantikvar
Rigsantikvar var en stillingsbetegnelse for lederen af Rigsantikvarens Arkæologiske Sekretariat, der var ansvarlig for registrering og undersøgelse af arkæologiske fund gjort under jordarbejde. Samtidig var rigsantikvaren direktør for Nationalmuseet, formand for Det Arkæologiske Nævn og adminstrator af lovgivningen om danefæ. Stillingen blev oprettet i 1958 og nedlagt 1. januar 2002, hvor Kulturarvsstyrelsen blev oprettet og overtog embedets funktioner. Den daværende rigsantikvar, Steen Hvass, blev direktør for den nye styrelse.

## Danske rigsantikvarer
- Johannes Brøndsted: 1958-1960
- P.V. Glob: 1960-1981
- Olaf Olsen: 1981-1995
- Niels-Knud Liebgott: 19951996
- Steen Hvass: 1996-2001

Mellem Olaf Olsens afgang og Steen Hvass' tiltrædelse var Niels-Knud Liebgott konstitueret rigsantikvar.